# ماري بيردسال
ماري بيردسال (بالإنجليزية: Mary Birdsall)‏ هي نسوية ‏ وسفرجات أمريكية، ولدت في 1828 في سينسيناتي في الولايات المتحدة، وتوفيت في 1894 في فيلادلفيا في الولايات المتحدة.